# Ingela Ericsson
Ingela Ericsson (27 settembre 1968) è un'ex canoista svedese.

## Palmarès
- Giochi olimpici

Atlanta 1996: bronzo nel K4 500 metri.
- Mondiali - Velocità

Città del Messico 1994: bronzo nel K4 500 metri.
Duisburg 1995: bronzo nel K4 200 metri.
Dartmouth 1997: bronzo nel K4 200 metri.
Seghedino 1998: argento nel K4 200 metri.